# Association for Information Science and Technology
L'Association for Information Science and Technology (ASIS&T) és una organització sense ànim de lucre formada per professionals de la informació. Anteriorment era coneguda com a American Society for Information Science and Technology (2000–2013). L'organització patrocina un Annual Meeting, així com diverses publicacions en sèrie, inclouent el Journal of the Association for Information Science and Technology Arxivat 2016-03-11 a Wayback Machine. (JASIST) i el butlletí de l'associació. L'organització proporciona suport administratiu i de comunicació per a les seves diverses divisions, tant les conegudes com grups d'interès específic o SIGs; com per a les diverses seccions geogràfiques. Connecta també els sol·licitans d'ocupació amb els proveïdors d'ocupació potencials i proporciona suport organitzatiu per programes d'educació contínua per als professionals d'informació.

## Història
Es va fundar el 13 de març de 1937 com a American Documentation Institute (ADI) per Watson Davis, Atherton Seidell, i altres. L'objectiu iniical de l'organització va ser el desenvolupament del microfilm com a vehicle adient de la diseminació d'informació. ADI va establir el Programa de Publicació Auxiliar, el qual durant els seus 30 anys d'història va subministrar gairebé 10,000 documents que cobrien una àmplia gamma de temes. El programa va possibilitar que autors en els camps de les ciències físiques, naturals, socials, històriques i de la informació publiquessin i es poguessin distribuir els seus articles de recerca, atès que molts d'ells eren massa llargs o tipogràficament complexos i, per tant, cars, per a poder ser publicats en les revistes de l'època amb tecnologia més limitada. El 1954, el Photoduplication Service de la Biblioteca del Congrés es va fer càrrec d'aquesta tasca i va esdevenir la font principal per distribuir els materials de l'ADI. Des del 2009 tot aquest material està localitzat a la Library's Technical Reports and Standards Unit.
Els anys 50 van ser la transició a les Ciències de la Informació modernes. El 1952 es van modificar els estatuts per permetre l'entrada de més membres atesa la cada vegada més gran implicació de persones no membres en el desenvolupament de tècniques i principis nous. L'objectiu va ser fer de l'ADI un grup que es dediqués a tot el referent les ciències de la informació i no solament a les biblioteques. Durant tot aquest temps van anar en augment l'interès per al desenvolupament dels dispositius automàtics de cerca, de l'emmagatzemament i la recuperació de la informació.
El gener de 1968, l'ADI passà a ser l'American Society for Information Science (ASIS). El canvi es va fer com a mostra de l'interès de l'organització en "tots els aspectes del procés de transferència de la informació" tal com "el disseny, la gestió i la utilització dels sistemes d'informació i tecnologia."
Els 70 van ser els temps del moviment cap a la informació en línia. Durant aquesta època moltes institucions farien el traspàs del processament per lots al mode en línia; dels ordinadors centrals a ordinadors més moderns. Amb l'avenç de la tecnologia les fronteres tradicionals van començar per destenyir-se i les escoles de biblioteconomia van començar a afegir la paraula informació als seus títols i programes. ASIS va patrocinar una conferència del Bicentenari que posava el focus en la funció de la informació en els països desenvolupats. El grup també va participar en la planificació i implementació de la Conferència de la Casa Blanca sobre Biblioteca i Serveis d'Informació.
Els 80 ens porten als inicis de la popularitat dels ordinadors personals. Això significava que per primera vegada moltes persones podien accedir des dels seus ordinadors personals a grans bases de dades, com per exemple Grateful Med de la Biblioteca Nacional de Medicina, o els serveis orientats a l'usuari, tals com Dialog i Compuserve. ASIS va crear grups d'informació a l'oficina, d'ordinadors personals, d'assumptes d'informació internacional i de serveis d'informació rural, com a resposta a l'entorn canviant. Finalment va crear altres grups com: els de materials no impresos; els de ciències socials, energia i medi ambient; i el de sistemes d'informació comunitaris. ASIS també va afegir en aquest període per primera vegada seccions no nord-americanes.
El 2000 l'organització va actualitzar el seu nom, afegint Technology i passant a ser American Society for Information Science and Technology per incloure la prevalença i la creixent centralitat que anaven adquirint les bases de dades en línia i altres aspectes tècnics dins les ciències de la informació.
El 2013 l'organització és rebatejada de nou i passa a dir-se Association for Information Science and Technology (ASIS&T) per reflectir la seva creixent afiliació internacional. Avui, l'organització comprèn professionals de diversos camps que inclouen enginyeria, lingüística, biblioteconomia, educació, química, informàtica i medicina. Els membres comparteixen "un interès comú per millorar les vies per les que la societat emmagatzema, recupera, analitza, gestiona, arxiva i dissemina la informació".
ASIS&T avui continua creixent i canviant per adaptar-se als nous temps i a les seves necessitats. ASIS&T està implicada, ocupant el primer pla,en l'anàlisi del nivell tècnic, de les conseqüències socials i de la comprensió teòrica de les bases de dades en línia. També estudia els efectes de l'ús estès de les bases de dades en el govern, la indústria, i l'educació; així com el desenvolupament de les bases de dades d'informació a Internet i al World Wide Web".

## Missió
En un món on "la informació és d'importància central per al progrés personal, social, polític, i econòmic", ASIS&T treballa perquè avancin les ciències de la informació i les tecnologies de la informació i la comunicació per proporcionar punts d'enfocament, oportunitats, i suport als professionals i organitzacions de la informació. ASIS&T s'esforça perquè avanci el coneixement "sobre la informació, la seva creació, les seves propietats i el seu ús" així com l'augment "de la conscienciació pública sobre les ciències i tecnologies de la informació i els seus beneficis per a la societat."

## Afiliació
Al principi per formar part de l'Associació calia ser nominat per representants de societats científiques, associacions professionals, fundacions, i agències de govern. A partir dels estatuts de 1952 l'organització es va obrir a qualsevol individu amb interès en la difusió de la informació. Avui dia els membres que poden ser individuals o institucionals pagant una quota i sense cap més requisit formal. De manera similar a la majoria d'organitzacions de la seva categoria, ASIS&T ofereix beneficis als seus membres en la forma de subscripcions a publicacions, accés a serveis d'assistència laboral (JobLine) i descomptes en els esdeveniments que patrocina.

## Publicacions
A més de la prestigiosa publicació acadèmica JASIST Arxivat 2016-03-11 a Wayback Machine., l'organització publica Bulletin,el butlletí bimensual enfocat als darrers desenvolupaments i temes emergents en el camp de les ciències i tecnologies de la informació. L'organització va publicar de 1966 al 2011 l'Annual Review of Information Science & Technology (ARIST) Arxivat 2016-05-05 a Wayback Machine. revista de revisió sobre el panorama de les ciències de la informació.

## Altres activitats
Dins el marc de les conferències Annual Meeting que organitza l'Association for Information Science and Technology, s'atorguen tot un seguit de premis i reconeixements per als investigadors i professionals que treballen en el camp de les ciències de la informació. Destaca entre tots ells el Premi ASIS&T al Mèrit Acadèmic.